# 鄭良樹
鄭良樹（1940年—2016年11月19日），字百年，祖籍廣東省潮安，馬來西亞華裔漢學家、文學家、書畫家，香港永久居民，曾任馬來西亞南方大學學院華人族群與文化研究所榮譽所長暨榮譽教授。

## 簡介
- 1940年出生於馬來西亞新山[4]。
- 1960年-1971年，於國立台灣大學中國文學系就學，師承王叔岷、屈萬里等人[5]，獲文學博士學位，為海外華裔第一位獲得台大中文博士學位者[6]。
- 1971年-1988年，於馬來亞大學中文系任教，擔任講師、副教授、系主任等職，自創「立體式」研究方法[7][8]。
- 1988年-2002年，於香港中文大學中文系任教，擔任副教授、教授等職[6]。
- 2003年-至今，於馬來西亞南方學院（南方大學學院）任教，擔任華人族群與文化研究所所長兼中文系講座教授。

## 著作

### 漢學研究
- 《儀禮宮室考》（與曾永義合著）（1971），台灣：中華書局。
- 《商鞅及其學派》（1987），台灣：學生書局。
- 《韓非子知見書目》（1993），台灣：商務印書館。
- 《韓非子著述及思想》（1993），台灣：學生書局。
- 《竹簡帛書論文集》（1995），台灣：學海出版社。
- 《戰國策研究》（1997），台灣：學生書局。
- 《續偽書通考》（三冊）（1997），台灣：學生書局。
- 《古籍辨偽學》（1997），台灣：學生書局。
- 《老子新校》（1997），台灣：學生書局。
- 《辭賦論集》（1998），台灣：學生書局。
- 《商鞅評傳》（1998），中國：南京大學出版社。
- 《老子論集》（1999），台灣：世界書局。
- 《諸子著作年代考》（2001），中國：國家圖書出版社。
- 《百年漢學論集》（2007），台灣：學生書局。
- 《百年講莊子》（2007），馬來西亞：馬來西亞創价學會。
- 《百年講孟子》（2008），馬來西亞：馬來西亞創价學會。
- 《百年講司馬遷》（2009），馬來西亞：馬來西亞創价學會。
- 《百年講古籍》（2013），馬來西亞：馬來西亞創价學會。

### 華人研究
- 《馬來西亞新加坡華文中學特刊提要》（1975），馬來西亞：馬來亞大學中文系。
- 《馬來西亞新加坡華人文化史論叢》（卷一、二）（1982、1986），新加坡：南洋學會。
- 《新馬華族史料文獻匯目》（1984）新加坡：南洋學會。
- 《馬來西亞華文教育發展史》（四冊）（1998、1999、2001、2003），馬來西亞：華校教師會總會。
- 《馬來西亞華社文史論集》（1999），馬來西亞：南方學院出版社。
- 《林連玉先生言論集》（2003），馬來西亞：林連玉基金。
- 《柔佛州潮人拓殖與發展史稿》（2004），馬來西亞：南方學院出版社。
- 《馬來西亞華文教育發展簡史》（2005），馬來西亞：南方學院出版社。
- 《新馬華校個案研究之一——寬柔紀事本末》（與安煥然合著）（2005），南方學院出版社。
- 《林連玉評傳》（2005），馬來西亞：林連玉基金。

### 創作與書畫集
- 《青雲傳奇》(小說，筆名鄭百年)(1987)，馬來西亞：南洋商報。
- 《石叻風雲——亭主陳若淮前傳》(小說，筆名鄭百年)(1994年)，香港：中文大學海外華人研究社。
- 《百年書畫選》（1998），香港：香港中文大學。
- 《青雲與石叻》（2000），馬來西亞，南方學院出版社。
- 《柔佛的新曙光》（2000），馬來西亞：南方學院出版社。
- 《百年書畫選二》（2002），香港：香港中文大學。
- 《百年書畫三選》（2003），馬來西亞：馬來西亞創价學會。
- 《百年書畫四選》（2009），馬來西亞：馬來西亞創价學會。

### （附）學者研究/評傳
- 毛策︰《鄭良樹評傳》（2002），馬來西亞：大將出版社。
- 毛策︰《鄭良樹研究》（2002），中國：書目文獻出版社。
- 《華人文化研究》學報編委會、馬來西亞新紀元大學學院鄭良樹漢學研究中心主編︰〈克寬克柔：鄭良樹教授八秩冥誕紀念專輯〉，《華人文化研究》第八卷第二期（2020年12月），頁1-26。